# Адергас
Адергас (словен. Adergas) — поселення в общині Церклє-на-Горенськем, Горенський регіон, Словенія. Висота над рівнем моря: 422,7 м.